# Campionati del mondo di ciclismo su pista - Omnium femminile
L'omnium femminile è una delle prove inserite nel programma dei campionati del mondo di ciclismo su pista. Si corre dall'edizione 2009.
Si tratta di una prova polivalente, che dal 2017 prevede gare in quattro discipline endurance, corsa scratch (15 chilometri), corsa tempo (7,5 chilometri), corsa a eliminazione e corsa a punti (20 chilometri). La vincitrice è colei che realizza il miglior punteggio al termine delle prove.

## Albo d'oro
Aggiornato all'edizione 2024.
| Anno | Vincitrice        | Seconda              | Terza             |
| ---- | ----------------- | -------------------- | ----------------- |
| 2009 | Josephine Tomic   | Tara Whitten         | Yvonne Hijgenaar  |
| 2010 | Tara Whitten      | Elizabeth Armitstead | Leire Olaberria   |
| 2011 | Tara Whitten      | Sarah Hammer         | Kirsten Wild      |
| 2012 | Laura Trott       | Annette Edmondson    | Sarah Hammer      |
| 2013 | Sarah Hammer      | Laura Trott          | Annette Edmondson |
| 2014 | Sarah Hammer      | Laura Trott          | Annette Edmondson |
| 2015 | Annette Edmondson | Laura Trott          | Kirsten Wild      |
| 2016 | Laura Trott       | Laurie Berthon       | Sarah Hammer      |
| 2017 | Katie Archibald   | Kirsten Wild         | Amy Cure          |
| 2018 | Kirsten Wild      | Amalie Dideriksen    | Rushlee Buchanan  |
| 2019 | Kirsten Wild      | Letizia Paternoster  | Jennifer Valente  |
| 2020 | Yumi Kajihara     | Letizia Paternoster  | Daria Pikulik     |
| 2021 | Katie Archibald   | Lotte Kopecky        | Elisa Balsamo     |
| 2022 | Jennifer Valente  | Maike van der Duin   | Maria Martins     |
| 2023 | Jennifer Valente  | Amalie Dideriksen    | Lotte Kopecky     |
| 2024 | Ally Wollaston    | Jessica Roberts      | Anita Stenberg    |

## Medagliere
| Pos.   | Nazione       | Oro | Argento | Bronzo | Totale |
| ------ | ------------- | --- | ------- | ------ | ------ |
| 1      | Gran Bretagna | 4   | 5       | 0      | 9      |
| 2      | Stati Uniti   | 4   | 1       | 3      | 8      |
| 3      | Paesi Bassi   | 2   | 2       | 3      | 7      |
| 4      | Australia     | 2   | 1       | 3      | 6      |
| 5      | Canada        | 2   | 1       | 0      | 3      |
| 6      | Nuova Zelanda | 1   | 0       | 1      | 2      |
| 7      | Giappone      | 1   | 0       | 0      | 1      |
| 8      | Italia        | 0   | 2       | 1      | 3      |
| 9      | Danimarca     | 0   | 2       | 0      | 2      |
| 10     | Belgio        | 0   | 1       | 1      | 2      |
| 11     | Francia       | 0   | 1       | 0      | 1      |
| 12     | Polonia       | 0   | 0       | 1      | 1      |
| 12     | Portogallo    | 0   | 0       | 1      | 1      |
| 12     | Spagna        | 0   | 0       | 1      | 1      |
| 12     | Norvegia      | 0   | 0       | 1      | 1      |
| Totale | Totale        | 16  | 16      | 16     | 48     |

| Pos. | Atleta            | Oro | Argento | Bronzo | Totale |
| ---- | ----------------- | --- | ------- | ------ | ------ |
| 1    | Laura Kenny       | 2   | 3       | 0      | 5      |
| 2    | Sarah Hammer      | 2   | 1       | 2      | 5      |
| 2    | Kirsten Wild      | 2   | 1       | 2      | 4      |
| 4    | Tara Whitten      | 2   | 1       | 0      | 3      |
| 5    | Jennifer Valente  | 2   | 0       | 1      | 3      |
| 6    | Katie Archibald   | 2   | 0       | 0      | 2      |
| 7    | Annette Edmondson | 1   | 1       | 2      | 4      |
| 8    | Josephine Tomic   | 1   | 0       | 0      | 1      |
| 8    | Yumi Kajihara     | 1   | 0       | 0      | 1      |
| 8    | Ally Wollaston    | 1   | 0       | 0      | 1      |